# Karine Foviau
Karine Foviau, née le 21 septembre 1980 à Noisy-le-Sec (Seine-Saint-Denis), est une actrice française.

## Biographie
À l'âge de six ans, Karine Foviau exprime auprès de ses parents son envie de jouer la comédie. Sa mère, étrangère au milieu artistique, l'inscrit dans une agence, qui lui permettra de faire des photos et de commencer les tournages.
À la suite de ces expériences qui la fascinèrent, elle commencera des cours de théâtre au conservatoire de Noisy-le-Sec. À dix ans, elle décroche le rôle principal du téléfilm Les Yeux de Cécile réalisé par Jean-Pierre Denis. Après sa post-synchronisation, les directeurs de plateau recherchant des voix d'enfants, elle commencera à travailler dans le milieu du doublage.
Après l'obtention d'un baccalauréat littéraire option cinéma/audiovisuel, elle continuera son cursus à l'École supérieure du spectacle . Travaillant pleinement dans le doublage, elle est aujourd'hui la voix française régulière d'Anna Kendrick, Selena Gomez, Mia Wasikowska, Andrea Bowen, Emilie de Ravin, Rose Leslie, Jane Levy, Kaya Scodelario et Imogen Poots ainsi que l'une des voix de Lindsay Lohan, Rachel Bilson, Odette Annable, Ashley Benson et Rachael Leigh Cook.

### Vie privée
Elle est mariée au comédien Serge Faliu. Ils ont ensemble un fils, Simon Faliu, né en 2009, qui est également comédien.

## Filmographie

### Cinéma
- 1995 : Nelly et Monsieur Arnaud de Claude Sautet : Sandrine
- 2001 : La Stratégie de l'échec de Dominique Farrugia : chorale des Luc

### Télévision

#### Téléfilms
- 1992 : Parfum de bébé de Serge Meynard : Marion
- 1993 : Les Yeux de Cécile de Jean-Pierre Denis : Cécile

#### Séries télévisées
- 1994 : Regards d'enfance, épisode Le Garçon qui ne dormait pas de Michaël Perrotta : Emma
- 1998 : PJ, épisodes SDF et Carte bleue de Gérard Vergez : Anna
- 2008 : RIS Police scientifique, épisode Q.I. 149 de Christophe Barbier : la babysitter

### Publicités
- Danette, réalisé par Gérard Jugnot[1]
- Nouvelles Galeries, réalisé par Martin Lamotte[1]

## Théâtre
- Les Contes du chat perché de Marcel Aymé, mise en scène de Thierry Jahn. Théâtre du Lucernaire.
- Le Malade imaginaire de Molière, mise en scène de Sylvain Lemarié : Louison.
- La Dispute de Marivaux, mise en scène d'Hélène Hily : Eglé.
- Contes pour enfants majeurs et vaccinés, mise en scène de Benjamin Pascal. Théâtre des Blancs-Manteaux.
- Le Satyre de la Villette de René de Obaldia, mise en scène de Mathieu Bourgasser : Eudoxie.

## Doublage
Sources : RS Doublage, Doublage Séries Database, AnimeNewsNetwork, Planète Jeunesse et crédits de fin.

### Cinéma

#### Films
- Anna Kendrick dans (24 films) :
  - Twilight, chapitre I : Fascination (2008) : Jessica Stanley
  - Twilight, chapitre II : Tentation (2009) : Jessica Stanley
  - In the Air (2009) : Natalie Keener
  - Twilight, chapitre III : Hésitation (2010) : Jessica Stanley
  - Scott Pilgrim (2010) : Stacey Pilgrim
  - Twilight, chapitre IV : Révélation, 1re partie (2011) : Jessica Stanley
  - 50/50 (2011) : Katherine
  - Twilight, chapitre V : Révélation, 2e partie (2012) : Jessica Stanley
  - Ce qui vous attend si vous attendez un enfant (2012) : Rosie
  - The Hit Girls (2012) : Beca
  - End of Watch (2012) : Janet
  - Sous surveillance (2013) : Diana
  - Cake (2014) : Nina Collins
  - Life After Beth (2014) : Erica Wexler
  - Pitch Perfect 2 (2015) : Beca
  - Mr. Right (2016) : Martha
  - Hors contrôle (2016) : Alice
  - Table 19 (2017) : Eloise McGarry
  - Pitch Perfect 3 (2017) : Beca Mitchell
  - L'Ombre d'Emily (2018) : Stephanie Smothers
  - Noelle (2019) : Noelle Kringle
  - The Day Shall Come (en) (2019) : Kendra Black
  - Une femme en jeu (2023) : Cheryl Bradshaw
  - L'Ombre d'Emily 2 (2025) : Stephanie Smothers
- Imogen Poots dans (9 films) :
  - Cracks (2009) : Poppy
  - Solitary Man (2010) : Allyson Karsch
  - All Is by My Side (2013) : Linda Keith
  - Need for Speed (2014) : Julia Maddon
  - A Long Way Down (2014) : Jess
  - Broadway Therapy (2015) : Izzy
  - Knight of Cups (2016) : Della
  - The Art of Self-Defense (2019) : Anna
  - French Exit (2020) : Susan
- Mia Wasikowska dans (8 films) :
  - Tout va bien ! The Kids Are All Right (2010) : Joni
  - Alice au pays des merveilles (2010) : Alice Kingsley
  - Jane Eyre (2011) : Jane Eyre
  - Tracks (2013) : Robyn Davidson
  - Madame Bovary (2015) : Emma Bovary
  - Alice de l'autre côté du miroir (2016) : Alice Kingsley
  - Pionnière (2018) : Penelope
  - Blackbird (2019) : Anna
- Lindsay Lohan dans (7 films) :
  - Freaky Friday : Dans la peau de ma mère (2003) : Anna Coleman
  - Lolita malgré moi (2004) : Cady Heron
  - La Coccinelle revient (2005) : Maggie Peyton
  - Mère-fille, mode d'emploi (2007) : Rachel Wilcox
  - I Know Who Killed Me (2007) : Aubrey Fleming / Dakota Moss
  - Mean Girls : Lolita malgré moi (2024) : la modératrice (caméo)
  - Freaky Friday 2 : Encore dans la peau de ma mère (2025) : Anna Coleman
- Selena Gomez dans (6 films) :
  - Comme Cendrillon 2 : Une autre histoire de Cendrillon (2008) : Mary Santiago[n 1]
  - Getaway (2013) : The Kid
  - The Big Short : Le Casse du siècle (2015) : elle-même
  - Nos pires voisins 2 (2016) : Madison, présidente de Phi Lambda
  - Les Insoumis (2016) : Lisa London
  - Un jour de pluie à New York (2019) : Chan
- Rachael Leigh Cook dans (4 films) :
  - Get Carter (2000) : Doreen
  - Coup de peigne (2001) : Christina Robertson
  - Coup de foudre garanti (2020) : Susan Whitaker
  - L'Amour en touriste (2023) : Amanda Riley
- Amanda Crew dans (4 films) :
  - Destination finale 3 (2006) : Julie Christensen
  - Sex Drive (2008) : Felicia
  - Le Secret de Charlie Saint-Cloud (2010) : Tess Carroll
  - Adaline (2015) : Kiki
- Kaya Scodelario dans (4 films) :
  - Le Labyrinthe (2014) : Teresa
  - Le Labyrinthe : La Terre brûlée (2015) : Teresa
  - Le Labyrinthe : Le Remède mortel (2018) : Teresa
  - Crawl (2019) : Haley Keller
- Gillian Jacobs dans (4 films) :
  - Magic Camp (2020) : Kristina
  - Fear Street, partie 1 : 1994 (2021) : C. Berman
  - Fear Street, partie 2 : 1978 (2021) : Christine Berman adulte
  - Fear Street, partie 3 : 1666 (2021) : Christine « Ziggy » Berman
- Ashley Benson dans :
  - American Girls 4 (2007) : Carson[n 1]
  - Spring Breakers (2012) : Brit
  - Elvis & Nixon (2016) : Margaret
- Jane Levy dans :
  - Fun Size (2012) : April Martin-Danzinger-Ross
  - Don't Breathe : La Maison des ténèbres (2016) : Rocky
  - Monster Cars (2016) : Meredith
- Jillian Bell dans :
  - 22 Jump Street (2014) : Mercedes
  - Joyeux Bordel ! (2016) : Trina
  - Combat de Profs (2017) : Mlle Molly, conseillère d'orientation
- Rose Leslie dans :
  - Le Dernier Chasseur de sorcières (2015) : Chloe
  - Morgane (2016) : Amy
  - Mort sur le Nil (2022) : Louise Bourget
- Marley Shelton dans :
  - Mortelle Saint-Valentin (2001) : Kate Davies
  - Bubble Boy (2002) : Chloe
- Evan Rachel Wood dans :
  - Les Bienfaits de la colère (2005) : Lavender « Popeye » Wolfmeyer
  - Down in the Valley (2005) : Tobe
- Alexis Dziena dans :
  - Broken Flowers (2005) : Lolita
  - Traqués (2009) : Maria
- Teresa Palmer dans : 
  - The Grudge 2 (2006) : Vanessa Scavo
  - Dans le noir (2016) : Rebecca
- Rachel Bilson dans :
  - Jumper (2008) : Millie Harris
  - New York, I Love You (2009) : Molly
- Emilie de Ravin dans :
  - Public Enemies (2009) : Barbara Patzke
  - Le Caméléon (2010) : Kathy Jansen
- Odette Annable dans :
  - Unborn (2009) : Casey Beldon
  - Sex Addicts (en) (2010) : Vanessa
- Amy Poehler dans :
  - Alvin et les Chipmunks 2 (2009) : Eleanor (voix)
  - Alvin et les Chipmunks 3 (2011) : Eleanor (voix)
- Freida Pinto dans :
  - Vous allez rencontrer un bel et sombre inconnu (2012) : Dia, la voisine en rouge
  - L'Intrusion (2021) : Meera Parsons
- Georgia King dans :
  - Coup de foudre à Austenland (2013) : Lady Amelia Heartwright
  - The Lost Husband (en) (2020) : Jessica
- Anna Camp dans :
  - The Lovebirds (2020) : Edie
  - Jerry and Marge Go Large (2022) : Dawn Selbee
- 1984[n 2] : Supergirl : Kara Zor-El / Linda Lee / Supergirl (Helen Slater)
- 1999 : Galaxy Quest : Hollister, un fan du Commandant (Jonathan Feyer)
- 2000 : Séquences et Conséquences : Carla (Julia Stiles)
- 2000 : Les Aventures de Rocky et Bullwinkle : Karen Sympathy (Piper Perabo)
- 2003 : Radio : Mary Helen (Sarah Drew)
- 2003 : Le Sourire de Mona Lisa : ? (?)
- 2005 : The Descent : Juno (Natalie Mendoza)
- 2005 : Casanova : Victoria (Natalie Dormer)
- 2005 : Spanglish : Berenice « Bernie » Clasky (Sarah Steele)
- 2005 : Aeon Flux : Una Flux (Amelia Warner)
- 2005 : Secrets de famille : Holly Goodfellow (Tamsin Egerton)
- 2005 : Service non compris : Serena (Anna Faris)
- 2005 : Zig Zag, l'étalon zébré : Cindy Walsh (Hayden Panettiere)
- 2006 : Derrière le masque : Taylor Gentry (Angela Goethals)
- 2006 : Wilderness : Jo (Karly Greene)
- 2006 : Hard Candy : Hayley (Elliot Page)
- 2006 : Zoom : L'Académie des super-héros : Summer Jones / Prodige (Kate Mara)
- 2007 : SuperGrave : Becca (Martha MacIsaac)
- 2007 : Jusqu'à la mort : Jessica (Michal Yannai)
- 2008 : La Malédiction de Molly Hartley : Leah (Shannon Woodward)
- 2008 : Jumper : Millie Harris enfant (AnnaSophia Robb)
- 2009 : The Descent 2 : Juno (Natalie Mendoza)
- 2009 : Brothers : Isabelle Cahill, fille de Grace et Sam (Bailee Madison)
- 2009 : Les Copains dans l'espace : Astro Spalding (Ali Hillis)
- 2010 : Mords-moi sans hésitation : Jennifer (Anneliese van der Pol)
- 2011 : La Couleur des sentiments : Celia Foote (Jessica Chastain)
- 2011 : Les Sorcières d'Oz : Dorothy Gale (Paulie Rojas)
- 2012 : Sinister : Ashley (Clare Foley)
- 2012 : God Bless America : Chloe (Maddie Hasson)
- 2013 : Hansel et Gretel : Witch Hunters : Mina (Pihla Viitala)
- 2013 : Quand tombe la nuit : Chloe (Alice Eve[n 1])
- 2013 : Nurse : Abby Russell (Paz de la Huerta[n 1])
- 2013 : Magic Magic : Alicia (Juno Temple)
- 2014 : Chef : Molly (Scarlett Johansson
- 2014 : Les Gardiens de la Galaxie : Carina (Ophelia Lovibond)
- 2015 : DUFF : le faire-valoir : Bianca Piper (Mae Whitman)
- 2015 : El Clan : Mónica (Stefanía Koessl)
- 2015 : Alvin et les Chipmunks : À fond la caisse : Eleanor (Kaley Cuoco) (voix)
- 2016 : Bad Santa 2 : Alice (Cristina Rosato)
- 2017 : Coin Heist : Dakota (Sasha Pieterse)
- 2017 : A Christmas Prince : Amber Moore (Rose McIver)
- 2017 : Christmas Inheritance : Ellen Langford (Eliza Taylor-Cotter)
- 2018 : Dumplin' : Hannah Perez (Bex Taylor-Klaus)
- 2019 : Countdown : Quinn Harris (Elizabeth Lail)
- 2019[5] : Wizards of the North - The First Battle : Assia Raïevskaïa (Anastasiya Zenkovich)
- 2022 : Jackass 4.5 : ? (?)
- 2022 : Quatre moitiés : Sara (Marta Gastini)
- 2022 : Amour entre adultes : Josefine (Katinka Lærke Petersen)
- 2022 : Carter : Yu Jin (Byeon Seo-yun)
- 2022 : Cours particulier : Azra (Bensu Soral)
- 2022 : Les Nuits de Mashhad : Fatima (Forouzan Jamshidnejad)
- 2023 : Ce sera toi : Esther (Fabia Castro)
- 2023 : L'Amour tout puissant : Ewa (Ina Sobala)
- 2023 : Marchands de douleur : Andy (Aubrey Dollar)
- 2024 : Nicky Larson : Laura Marconi (Misato Morita)
- 2024 : Menace en eaux profondes (en) : Kayla (Natalie Mitson)
- 2024 : Mufasa : Le Roi lion : ? (?)

#### Films d'animation
- 1984[n 3] : Luke l'Invincible : Jessica/Amelia
- 2000 : Joseph, le roi des rêves : voix additionnelles
- 2000 : La Petite Sirène 2 : Retour à l'océan : voix additionnelles[6]
- 2004 : Bratz : La Star Party : Cloé
- 2005 : Bratz : Rock Angelz : Cloé
- 2006 : Teen Titans : Panique à Tokyo : Raven
- 2012 : Frankenweenie : la fillette étrange[n 4]
- 2012-2013 : Batman: The Dark Knight Returns : Carrie Kelley / Robin
- 2013 : Superman contre Brainiac : Kara Zor-El / Supergirl[n 5]
- 2013 : Monstres Academy : Fay
- 2016 : La Ligue des justiciers vs. les Teen Titans : Raven
- 2016 : DC Super Hero Girls : Héroïne de l'année : Barbara « Batgirl » Gordon
- 2017 : DC Super Hero Girls : Jeux intergalactiques : Batgirl
- 2017 : Lego DC Super Hero Girls: Rêve ou réalité : Batgirl et Harley Quinn
- 2017 : Teen Titans: The Judas Contract : Raven
- 2017 : Les Jetson et les robots catcheurs de la WWE : Judy Jetson
- 2018 : Lego DC Super Hero Girls : Le Collège des super-méchants : Batgirl et Harley Quinn
- 2018 : DC Super Hero Girls : Les Légendes de l'Atlantide : Batgirl, Raven et Harley Quinn
- 2018 : Teen Titans Go! le film : Raven
- 2019 : Teen Titans Go! vs. Teen Titans : Raven
- 2019 : Spycies : Chloé
- 2020 : Justice League Dark: Apokolips War : Raven
- 2020 : Yakari, le film : Maman Ours et Petite Plume(création de voix)
- 2020 : Space Dogs: Tropical Adventure : Maria La Vilaine
- 2021 : Les Bouchetrous : Dottie le Dodo
- 2021 : Teen Titans Go! découvrent Space Jam : Raven
- 2022 : Teen Titans Go! & DC Super Hero Girls : Pagaille dans le Multivers : Raven et Harley Quinn
- 2023 : Les Trolls 3 : Lavette
- 2024 : Ce Noël-là : Mme Beccles

### Télévision

#### Téléfilms
- Andrea Bowen dans :
  - Conséquences (2007) : Rachel Sandler
  - Pas à pas vers son destin (2011) : Jenna Danville
  - Une femme contre le crime (2016) : Sophie Howell
  - La Rédemption de ma fille (2015) : Jennifer Phillips
  - Un mariage sous la neige (2017) : Hallie Reynolds
  - Permis de tromper (2022) : Carrie Palmer
- Jodie Sweetin dans :
  - À la recherche d'un Père Noël (2017) : Grace Long
  - Un Noël sous les projecteurs (2018) : Candace Livingstone
  - Une romance de Noël en sucre d'orge (2019) : Cate Merriwether
  - Un Noël de rêve en Suisse (2022) : Alex
- Sabrina Bryan dans :
  - Cheetah Girls (2003) : Dorinda
  - Les Cheetah Girls 2 (2006) : Dorinda
  - Les Cheetah Girls : Un monde unique (2008) : Dorinda
- Selena Gomez dans :
  - Princess Protection Program : Mission Rosalinda (2009) : Carter Mason
  - Les Sorciers de Waverly Place, le film (2010) : Alex Russo
  - Le Retour des Sorciers : Alex contre Alex (en) (2013) : Alex Russo
- Alyson Michalka dans :
  - Le Manoir de la magie (2005) : Alyson
  - Les Sœurs Callum (2006) : Taylor Callum
- Meaghan Jette Martin dans :
  - Camp Rock (2008) : Tess Tyler
  - Camp Rock 2 (2010) : Tess Tyler
- Emilie de Ravin dans :
  - Sur le fil (2009) : Phoebe McNamara
  - Air Force One ne répond plus (2013) : Romero
- Rachel Skarsten dans :
  - Marions-les pour Noël (2017) : Madeline Krug
  - Deuxième chance pour s'aimer (2019) : Megan Murphy
- 2003 : À nous de jouer (en) : Julie (Cassie Steele)
- 2004 : Un père pas comme les autres : Maddie (Hayden Panettiere)
- 2007 : Dans la peau d'une ronde : Kendall (Adrienne Carter)
- 2008 : Fab Five : Le scandale des pom pom girls : Jeri Blackburn (Jessica Heap)
- 2008 : Ma vie très privée : Jane McCoy (Chelsea Hobbs)
- 2009 : La Fille du Père Noël 2 : Panique à Polaris : Teri / Phoebe, l'elfe (Kelly Stables)
- 2011 : Filles des villes et filles des champs : Kris (McKenna Jones)
- 2011 : Injustice : Kate Travers (Lisa Diveney)
- 2013 : La Femme la plus recherchée d'Amérique : Sarah (Jenna Dewan-Tatum)
- 2014 : Disparitions suspectes : Sandra O'Brien-Parker (Rachel Blanchard)[7]
- 2014 : Les Enfants du péché : Nouveau Départ : Cathy Sheffield (Rose McIver)
- 2015 : Le Mensonge de ma vie : Brittany (Cassie Scerbo)
- 2015 : Les Dessous de Melrose Place : Heather Locklear (Ciara Hanna)
- 2015 : Le scandale des baby-sitters : Rachel (Angeline Appel)
- 2016 : Grease: Live! : Patty Simcox (Elle McLemore)
- 2016 : Les 12 catastrophes de Noël : Jacey (Magda Apanowicz)
- 2016 : Coup de foudre avec une star : Alex Allen (Shenae Grimes-Beech)
- 2017 : Un Noël traditionnel : Alice Bennett (Sarah Smyth (en))
- 2018 : La Double Vie de mon mari : Parker Wyndham (Ali Cobrin)
- 2019 : Un baiser pour Noël : Maddie (Megan Park)
- 2021 : Qui veut tuer la future mariée : Kristin (Jamie Fritz)
- 2021 : Un Noël couronné d'amour : Liz (Nadine Pinette)
- 2021 : L'Homme qui m'a sauvé la vie : Heather (Annika Foster)[7]
- 2021 : Confessions d'une camgirl : Anna (Alli Chung)[7]
- 2021 : Le Mauvais choix de ma meilleure amie : Katy (Grace Montie)
- 2024 : La vengeance des victimes : Renee Martin (Lora Burke)

#### Séries d'animation
(mai 2024).
- Ben 10: Ultimate Alien : Elena Validus
- Bratz : Chloé (1re voix)
- Cool Attitude : Penny Proud
- Deco Desi : Sara
- El Tigre : Les Aventures de Manny Riviera : Frida Suarez
- Les Graffitos : Stacy Stickler
- Le Manège enchanté : Margote
- Le Bus magique : Véronique (2e voix)
- L'Île à Lili : Lili
- Lilo et Stitch, la série : Penny Proud
- LoliRock : Praxina
- Monster : Nina
- Sabrina : Émilie Stone
- 2003-2006 : Teen Titans : Les Jeunes Titans : Raven
- 2010-2022 : La Ligue des Justiciers : Nouvelle Génération : Artemis Crock / Artemis / Tigress[n 6], Trajectory, Lori Lemaris (1re voix), la Reine Perdita (1re voix) et voix additionnelles
- 2011 : Wakfu : le Boufbowler Masqué et Maude (saison 2)
- 2013 : Amethyst, Princess of Gemworld : Amélie « Amy » Winston / Princesse Amethyst
- 2013 : Archer : Tiffy
- 2013 : Dofus : Aux trésors de Kerubim : Hélène
- 2013-2015 : Julius Jr : Ping
- 2013-2024 : Teen Titans Go! : Raven
- 2015-2018 : DC Super Hero Girls : Barbara « Batgirl » Gordon
- 2015-2023 : Alvin et les Chipmunks : Eleonore Miller
- 2016-2018 : La Ligue des justiciers : Action : Kara Zor-El / Supergirl
- 2017-2019 : Les Fous du volant : Pénélope
- 2018 : Back Street Girls : Aily
- 2018-2019 : Denver, le dernier dinosaure : Jane
- 2019-2021 : DC Super Hero Girls : Raven et Harley Quinn
- 2020-2021 : Ben 10 : Gwen Tennyson (2e voix)
- 2020-2024 : Star Trek: Lower Decks : T'Lyn
- 2021 : What If...? : Carina[n 7]
- 2021 : Edens Zero : Clarisse Layer
- 2021-2023 : Horimiya : Miki Yoshikawa et Reiko Terajima
- 2021-2025 : Jellystone! : Cindy Bear
- 2022 : Demon Slayer: Kimetsu no Yaiba : Makiwo
- 2022 : Kakegurui Twin : Mary Saotome
- depuis 2022 : Transformers: EarthSpark : Twitch
- depuis 2022 : Batwheels : Batgirl
- depuis 2022 : Cool Attitude, encore plus cool : Penny Proud
- 2023 : Maniac par Junji Itō : Anthologie Macabre : Narumi et Aya
- 2023 : Le Petit Prince et ses amis : la Rose
- 2023 : Strange Planet (en) : voix additionnelles
- 2023 : Scott Pilgrim prend son envol : Stacey Pilgrim[n 8]
- 2023-2024 : Undead Unluck : Juiz
- 2025 : Sakamoto Days : Lu Shaotang

### Jeux vidéo
- 2002 : Kingdom Hearts : Alice
- 2003 : Star Wars: Knights of the Old Republic : Mission Vao
- 2006 : Les Rebelles de la forêt : voix additionnelles[n 9]
- 2007 : Ratchet and Clank : Opération Destruction : Talwyn Apogée
- 2007 : Stranglehold : voix additionnelles[n 9]
- 2008 : Ratchet and Clank: Quest for Booty : Talwyn Apogée
- 2008 : Lost : Les Disparus, le jeu vidéo : Claire Littleton
- 2009 : Harry Potter et le Prince de sang-mêlé : Lavande Brown
- 2011 : DC Universe Online : Raven
- 2011 : The Elder Scrolls V: Skyrim : Ysolda, Camilla Valerius, Brelyna Maryon, Élisif la Juste, Ingun Roncenoir, Muiri, Colette Marence, Jordis la Guerrière[n 9]
- 2011 : Star Wars: The Old Republic : la chevalière Jedi[n 9]
- 2011 : Anno 2070 : voix additionnelles[n 9]
- 2013 : Injustice : Les Dieux sont parmi nous : Raven[n 9]
- 2013 : Batman: Arkham Origins : Barbara Gordon et Lady Shiva
- 2013 : Ratchet and Clank: Nexus : Talwyn Apogée
- 2014 : The Elder Scrolls Online : Divers personnages féminins
- 2015 : Lego Dimensions : Rachel Roth / Raven
- 2017 : Injustice 2 : Starfire[n 9]
- 2017 : For Honor : voix additionnelles[n 9]
- 2018 : Lego DC Super-Villains : Lois Lane, Raven et Atomica[n 9]
- 2018 : Heroes of the Storm : Orphéa
- 2018 : Fallout 76 : voix additionnelles[n 9]
- 2019 : Rage 2 : voix additionnelles[n 9]
- 2019 : Age of Empires II: Definitive Edition : Rousoudan de Géorgie (DLC The Mountain Royals)
- 2020 : Watch Dogs: Legion : voix additionnelles
- 2020 : Assassin's Creed Valhalla : plusieurs femmes de Valhalla
- 2022 : Disney Dreamlight Valley : Alice
- 2023 : Hogwarts Legacy : L'Héritage de Poudlard : Lénora Everleigh
- 2024 : Final Fantasy VII Rebirth : voix additionnelles

### Radio
- Radio Vitamine

### Direction artistique
- 2009 : Assassin's Creed II (avec Martial Le Minoux)
- 2010 : Assassin's Creed Brotherhood (avec Martial Le Minoux et Julien Guerif)